# Higashikawa
Higashikawa (japanska: 東川町?, Higashikawa-chō) är en landskommun (köping) i Hokkaido prefektur i Japan. 